# Merkezi Ordu Idman Klubu Baku
Il Merkezi Ordu Idman Klubu Baku, noto anche come MOIK Baku, è una squadra di calcio dell'Azerbaigian fondata nella capitale nel 1961. Nella stagione 2013-2014 milita in Birinci Divizionu, la seconda serie nazionale.

## Storia
Il club venne fondato dalle forze armate azere (al comando del ministero della difesa dell'Unione Sovietica) nel 1961 col nome Ordu Idman Klubu (OIK Baku), Club sportivo dell'esercito e disputò i campionati della RSS Azera fino all'indipendenza dall'Unione Sovietica. Non partecipò a nessun campionato nazionale e in un'unica occasione prese parte alla coppa sovietica ma vinse in cinque occasioni il campionato regionale e otto volte la coppa regionale.
Con l'indipendenza dell'Azerbaigian passò sotto la giurisdizione del ministero della difesa locale e disputò il campionato nazionale ottenendo come miglior risultato il settimo posto nel 1997-98 e 2001-02.
Nel 2004 cambiò nome in MOIK Baku.

## Stadio
Il club disputò le gare interne nello MOIK Stadion, impianto dotato di 1.000 posti a sedere

## Palmarès

### Competizioni nazionali
- Birinci Divizionu: 3

2006-2007, 2007-2008, 2018-2019